# Ortsübliche Bekanntmachung
Die ortsübliche Bekanntmachung oder ortsübliche Bekanntgabe oder  öffentliche Bekanntmachung in ortsüblicher Weise im kommunalrechtlichen Sinne stellt in Deutschland die Verfahrensweise einer kommunalen Gebietskörperschaft oder anderen Körperschaft dar, nach der sie ihre Einwohner über rechtlich bindende Entscheidungen (Rechtsetzungshoheit) oder allgemeine Informationen in Kenntnis setzt (verkündet).

## Träger und Formen der ortsüblichen Bekanntmachung

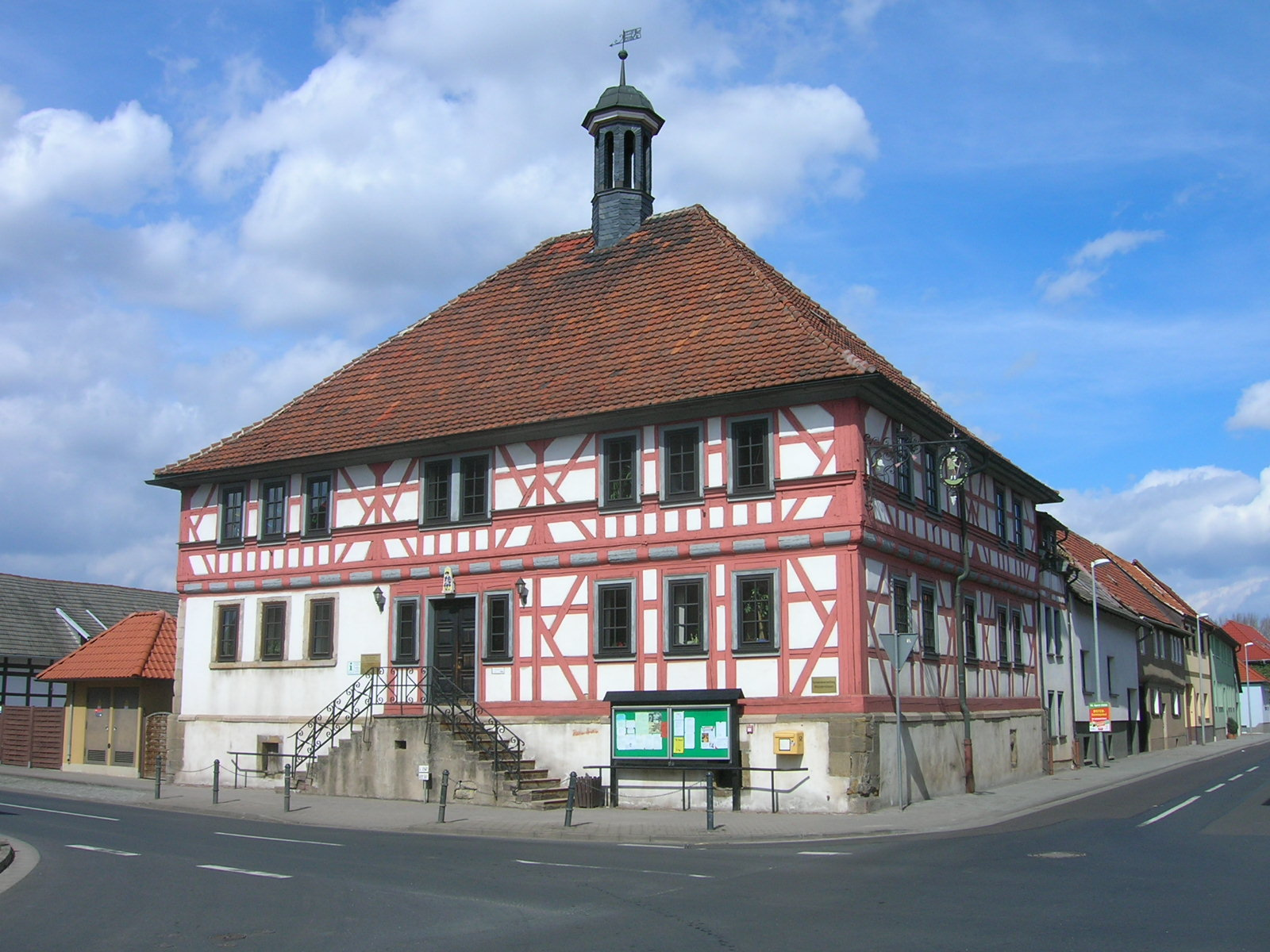
Gemeindeverwaltung (Wandersleben) mit Amtstafel rechts neben der Flügeltreppe

Öffentliche regionale Rechtsträger, für die eine ortsübliche Bekanntmachung in Frage kommt, können in diesem Zusammenhang sein: Landgemeinden, Städte, kommunale Verwaltungsgemeinschaften, Landschaftsverbände in Nordrhein-Westfalen sowie Landkreise und kommunale Zweckverbände.
Die Entscheidung darüber, welcher Bekanntmachungsweg im jeweiligen Fall als ortsüblich anzusehen ist, wird im Rahmen des Organisationsrechts der zuständigen Behörde entschieden. Die häufigsten Formen sind:
- das Amtsblatt,
- die Beilage in einem amtlichen Anzeiger auf höherer Verwaltungsebene (Bundesland),
- die Information in wöchentlich erscheinenden Zeitungen der Region,
- die Amtstafel bzw. Bekanntmachungstafel, Verkündungstafel oder Gemeindetafel,
- die elektronische Bekanntmachung.

Als Sonderfall gehört ferner dazu:
- die Ersatzbekanntmachung, eine kostenlose, zeitlich befristete Möglichkeit zur Einsichtnahme von Unterlagen, die sich wegen ihrer Art bzw. ihrem physischen Charakter zur Bekanntmachung in den oben genannten Formen nicht oder nur wenig eignen, beispielsweise zeichnerische Darstellungen.

Veraltete Formen der öffentlichen Bekanntmachung sind Ausrufer und Ortsrufanlagen.
Weitere Juristische Personen des öffentlichen Rechts geben Entscheidungen mit Verbindlichkeitscharakter für einen bestimmten Personenkreis sowie allgemeine Informationen nach einem eigenen Regelwerk öffentlich bekannt, was als Amtliche Bekanntmachung gilt und von der ortsüblichen Bekanntmachung zu unterscheiden ist. Das sind beispielsweise Hochschuleinrichtungen oder Kassenärztliche Vereinigungen.

## Inhalte der ortsüblichen Bekanntmachung
Kommunale Bekanntmachungen enthalten üblicherweise allgemeine Informationen, Teile eines Anhörungsverfahrens, Verkündung von Beschlüssen und Verwaltungsentscheidungen, Allgemeinverfügungen, Öffentliche Zustellungen, Zeit, Ort und Tagesordnung der öffentlichen Sitzungen der Körperschaftsvertretungen sowie regional zutreffende Wahlergebnisse.
Durch die ortsübliche Bekanntmachung können unterschiedliche Anliegen verfolgt werden, konkret beispielsweise die Frühzeitige Beteiligung, die Offenlage, Verkündung von Gemeindesatzungen oder Beschlüssen der Vertretungskörperschaften (Gemeinderat, Kreistag oder Zweckverbandsversammlung). Am Anfang oder am Schluss wird der jeweilige Rechtsträger genannt, z. B. „Stadt Frankfurt am Main – Der Magistrat“.

## Ermächtigungsgrundlagen
Allgemein ist die öffentliche Bekanntgabe von Verwaltungsentscheidungen mit rechtsverbindlichen Außenwirkungen im Verwaltungsverfahrensgesetz § 27a und § 41 Abs. 3 bis 5 festgehalten und von einer materiellen Gesetzesgrundlage abhängig. Es gibt in diesem Sinne spezialgesetzliche Regelungen.
In allen deutschen Flächenbundesländern bilden die Gemeindeordnungen und Landkreisordnungen bzw. rechtsgleiche Vorschriften die unmittelbare Rechtsgrundlage für die Bekanntmachung als Vorgang und weiterer damit verbundener spezieller Rechtsnormen zur konkreten Regelung der ortsüblichen Bekanntmachung. Es handelt sich um landesrechtliche Bestimmungen (Gesetze oder Bekanntmachungsverordnungen) zur genauen Beschreibung der Art und Weise, wie Rechtsakte und andere Informationen ortsüblich bekannt gemacht werden sollen.
Weitere Anwendungsfälle außerhalb kommunalrechtlicher Zuständigkeiten
Im deutschen Verwaltungsrecht kann gemäß § 56a der Verwaltungsgerichtsordnung das verfahrensführende Verwaltungsgericht in Massenverfahren Bekanntgaben durch öffentliche Bekanntmachung anordnen, wenn gleiche Bekanntgaben an mehr als fünfzig Personen erforderlich sind. Die öffentliche Bekanntmachung erfolgt in diesen Fällen durch Aushang an der Gerichtstafel, durch Einstellung in ein elektronisches Informationssystem, das im Gericht öffentlich zugänglich sein muss, durch Veröffentlichung im Bundesanzeiger sowie in vom Gericht zu bestimmenden Tageszeitungen.
§ 9 der Insolvenzordnung (InsO) regelt die öffentliche Bekanntmachung im Insolvenzverfahren; diese hat in der Regel durch Veröffentlichung im Internet zu erfolgen.
Aufgehobene Regelungen
Das nach dem bis 1998 geltenden deutschen Eheschließungsrechtsgesetz (Ehegesetz) erforderliche Aufgebot erfolgte durch öffentliche Bekanntmachung. Der rechtliche Regelungsgehalt des Ehegesetzes wurde 1998 durch das Gesetz zur Neuordnung des Eheschließungsrechts in das Bürgerliche Gesetzbuch zurückgeführt. In diesem Zusammenhang wurde das öffentliche Aufgebot im Sinne des Datenschutzes und der Verwaltungsvereinfachung abgeschafft.

## Länderspezifische Rechtsgrundlagen

### Land Berlin
- Gesetz über die Verkündung von Gesetzen und Rechtsverordnungen[4]

### Land Baden-Württemberg
- Gemeindeordnung für Baden-Württemberg, in § 4[5], § 34 (1)[6], § 41 b Veröffentlichung von Informationen[7] und § 95 b (2) Aufstellung und ortsübliche Bekanntgabe der Abschlüsse[8]

- Verordnung des Innenministeriums zur Durchführung der GemO (DVO GemO), in § 1 (1)[9]

### Freistaat Bayern
- Gemeindeordnung für den Freistaat Bayern, Artikel 26 Inkrafttreten; Ausfertigung und Bekanntmachung[10] und analog im Artikel 20 der Landkreisordnung.[11]
- Verordnung über die amtliche Bekanntmachung gemeindlicher Satzungen und von Rechtsvorschriften der Verwaltungsgemeinschaften (Bekanntmachungsverordnung – BekV)[12]

### Land Brandenburg
- Verordnung über die öffentliche Bekanntmachung von Satzungen und sonstigen ortsrechtlichen Vorschriften in den Gemeinden, Ämtern und Landkreisen (Bekanntmachungsverordnung – BekanntmV)[13]

### Freie Hansestadt Bremen
- Bremisches Gesetz über die Veröffentlichung amtlicher Bekanntmachungen (Bremisches Bekanntmachungsgesetz)[14]

### Freie und Hansestadt Hamburg
- Hamburgisches Gesetz über die Verkündung von Rechtsverordnungen[15]

### Land Hessen
- Verordnung über öffentliche Bekanntmachungen der Gemeinden und Landkreise[16]

### Land Mecklenburg-Vorpommern
- Durchführungsverordnung zur Kommunalverfassung (KV-DVO)[17]

### Land Niedersachsen
- Niedersächsisches Kommunalverfassungsgesetz (NKomVG), § 11[18]

Die frühere Verordnung über die öffentliche Bekanntmachung von Rechtsvorschriften kommunaler Körperschaften (BekVO-Kom) ist mit dem obigen Gesetz aufgehoben worden.

### Land Nordrhein-Westfalen
- Verordnung über die öffentliche Bekanntmachung von kommunalem Ortsrecht (Bekanntmachungsverordnung – BekanntmVO)[20]

### Land Rheinland-Pfalz
- Gemeindeordnung, § 24 Satzungsbefugnis[21]

- Landesverordnung zur Durchführung der Gemeindeordnung (GemODVO), 3. Abschnitt Öffentliche Bekanntmachungen, § 7 Allgemeine Formen der Bekanntmachung bis § 10[22]

### Saarland
- Verordnung über die öffentlichen Bekanntmachungen der Gemeinden und Gemeindeverbände (Bekanntmachungsverordnung – BekVO)[23]

### Freistaat Sachsen
- Kommunalbekanntmachungsverordnung[24]

### Land Sachsen-Anhalt
- Kommunalverfassungsgesetz des Landes Sachsen-Anhalt (Kommunalverfassungsgesetz – KVG LSA), § 9 Bekanntmachung von Satzungen[25]

### Land Schleswig-Holstein
- Landesverordnung über die örtliche Bekanntmachung und Verkündung (Bekanntmachungsverordnung)[26]

### Freistaat Thüringen
- Thüringer Verordnung über die öffentliche Bekanntmachung von Satzungen der Gemeinden, Verwaltungsgemeinschaften und Landkreise (Thüringer Bekanntmachungsverordnung – ThürBekVO -)[27]

## Rechtsprechung
- VG Freiburg, 2. Kammer zur „Ortsüblichkeit einer Bekanntgabe“; Urteil zu Gz. 2 K 2265/08.[28]
- Oberverwaltungsgericht Niedersachsen Beschluss. vom 10. August 2022, Az.: 1 MN 52/22[29]